# الديربي القاري
الديربي القاري (بالتركية: Kıtalararası Derbi)‏ ويُطلق عليه أيضاً ديربي الكراهية أو الصراع الأزلي هو ديربي كرة قدم بين اثنين من الأقوى الأندية في إسطنبول وتركيا بأكملها وهما غلطة سراي وفنربخشة.
سُمي بالديربي القاري نسبةً لفنربخشة الذي يمثل الجانب الآسيوي من إسطنبول والطبقة العاملة من الشعب، وغلطة سراي الذي يمثل الجانب الأوروبي من المدينة وكذلك الطبقة الراقية.